# Соната для фортепіано № 19 (Бетховен)
Соната для фортепіано № 19 Л. ван Бетховена соль мінор, op. 49 № 1. Написана 1798 року (за різними джерелами в період 1795—1798 років), проте опублікована лише 1805 року.
Складається з двох частин:
1. Andante
2. Rondo: Allegro

Тривалість сонати близько 8 хвилин.